# John W. Henry
 John William Henry II (sinh 13 tháng 9 năm 1949) là một doanh nhân Mỹ. Ông thành lập John W. Henry & Company (JWH). Ông là cổ đông chính của Boston Red Sox và Liverpool F.C., và đồng sở hữu Roush Fenway Racing
.